# Saxifraga x svalbardensis
Saxifraga x svalbardensis es una planta herbácea de la familia de las saxifragáceas.
Es un híbrido compuesto por las especies Saxifraga cernua, Saxifraga hyperborea y Saxifraga rivularis.

## Taxonomía
Saxifraga x svalbardensis fue descrita por Øvstedal y publicado en Astarte 8: 23 1975.
Etimología
Saxifraga: nombre genérico que viene del latín saxum, ("piedra") y frangere, ("romper, quebrar"). Estas plantas se llaman así por su capacidad, según los antiguos, de romper las piedras con sus fuertes raíces. Así lo afirmaba Plinio, por ejemplo.
svalbardensis: epíteto geográfico que alude a su localización en Svalbard. 